# Silvio Zanella
Silvio Zanella (Gallarate, 9 ottobre 1918 – Gallarate, 23 giugno 2003) è stato un pittore italiano.
È stato anche insegnante, progettista di interni, amministratore pubblico, direttore di museo.

## Biografia

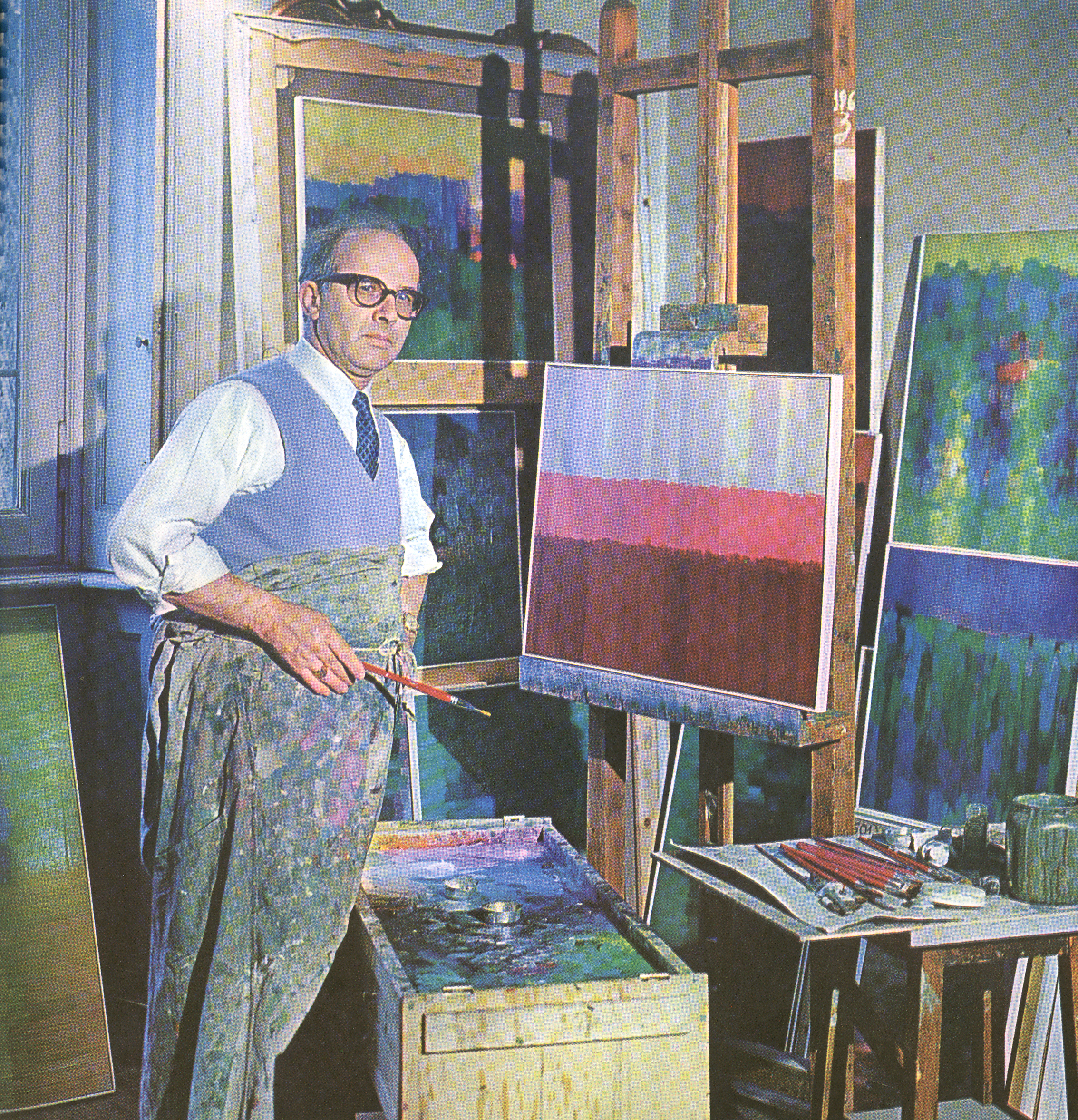

Silvio Zanella nasce a Gallarate e giovanissimo inizia l'attività pittorica.
Viene arruolato nell’Arma Aeronautica durante il periodo della guerra, e destinato all’aeroporto militare di Viterbo dove prosegue l'attività pittorica, e in seguito alla Savoia-Marchetti come disegnatore, fino alla fine del conflitto.
Nell’immediato dopoguerra studia all'Accademia di Belle Arti di Brera con i maestri Carlo Carrà, Aldo Carpi, Achille Funi e con Eva Tea e Guido Ballo.
Sono gli anni in cui, anche grazie a numerosi viaggi all’estero, amplia la propria conoscenza dell’arte e stringe rapporti di amicizia con numerosi pittori, scultori, poeti, critici e storici dell'arte.
Alla fine degli anni Quaranta affianca all’attività pittorica quella più strettamente culturale, organizzando mostre, conferenze, dibattiti, accompagnando con i propri contributi critici gli altri artisti.
Nel 1949 fonda il Premio Nazionale Arti Visive Città di Gallarate del quale è rimasto organizzatore e segretario fino al 1996 per poi diventare presidente onorario.
Si sposa nel 1958 con Lilliana Bianchi, anch’essa pittrice e docente di Disegno e Storia dell’Arte prima alle scuole Medie Maino e poi al Liceo Scientifico di Gallarate; nascono i figli Angelo, Giulio e Emma.
Negli stessi anni intraprende l’attività di docente di storia dell’arte e, soprattutto, di interior designer, chiamato a progettare arredamenti di appartamenti, alberghi, negozi, non solo a Gallarate ma anche in importanti città dell’Italia del nord.
Su incarico del sindaco di Gallarate Mario Sola realizza la "Civica Galleria d'Arte Moderna" della quale è stato direttore fino al 1998.
Nel 1967 aderisce al gruppo Lumen numen di Anversa e con esso espone in diverse mostre all'estero.
Del 1968 è invece l’adesione al Gruppo 7 Italia, con il quale espone in varie mostre in Italia ed all'estero.
Nel 1970 comincia l’attività di politico per la sua città quale assessore ai Lavori Pubblici del Comune di Gallarate, contribuendo all’ampliamento della Galleria Civica, alla costruzione di quattro edifici scolastici, tra cui la sede dei Licei di Viale dei Tigli e porta a termine il Museo Artistico Archeologico e Storico della Società Studi Patri di Gallarate del quale è stato direttore onorario per diciannove anni.
Progetta il Museo della Tecnica e del Lavoro M.V. Augusta di Gallarate, e negli stessi anni fonda l'Associazione Liberi Artisti della Provincia di Varese di cui rimane presidente fino all’anno della sua scomparsa.
Nel 1980 viene nominato Consulente del Centro Sistema Museale per l'Arte Contemporanea della Regione Lombardia.
Grazie al suo impegno e alla sua dedizione quando Silvio Zanella lascia la direzione della "Civica Galleria d’Arte Moderna" (1998) il patrimonio del museo contava ben 2633 opere inventariate e schedate, 11.951 volumi della biblioteca specialistica, gli archivi storici del Premio Gallarate, del MAC Movimento Arte Concreta e del MADI, nonché la sezione design, oltre naturalmente alle settanta mostre curate e organizzate, alle numerosissime conferenze, alle consulenze fornite a tutto il territorio nel campo delle arti e della cultura.
Più di settanta sono le sue personali in Italia e all’estero: tra le più importanti a Milano alla Galleria Bergamini nel 1954, alla Galleria Pater nel 1963 e 1964, alla Galleria Gian Ferrari nel 1971 e nel 1975; a Venezia nel 1966 alla Galleria Il Cavallino, a Torino alla Bussola nel 1968, a Verona alla Galleria Lo Scudo nel 1974, e nei musei di Gallarate, 1980 e 1987 e di Ferrara nel 1991.
Muore a Gallarate nel 2003.
Nel dicembre del 2009, il Comune di Gallarate costituisce la "Fondazione “Galleria d’Arte Moderna e Contemporanea Silvio Zanella" dedicandola a Silvio Zanella. A seguito di questa svolta istituzionale, nel marzo del 2010, il Museo acquisisce il nome MAGA - Museo d’Arte Gallarate.

## Periodi pittorici
- 1938 - pittura tonale del postnovecento italiano
- 1948 - postcubismo e naturalismo astratto
- 1955 - neonaturalismo ed espressionismo astratto
- 1967 - pittura visionaria: le nubi donna
- 1974 - pittura visionaria: le macchine crudeli
- 1977 - paesaggi lirici
- 1986 - fiori
- 1988 - trittici
- 2000 - cosmo

## Scritti
- 1953 - “I mosaici di Ravenna”, Ed. Felix, 1953
- 1983 - “Catalogo ragionato della Civica Galleria d’Arte Moderna di Gallarate”, Ed. Ask, Varese 1983.
- 2000 - Testimonianze – Il Premio e la Civica Galleria d’Arte Moderna di Gallarate, 1949 – 2000”, Quaderni del Premio, Ed. Nicolini, Gavirate 2000.

## Principali gallerie in cui ha esposto
- Galleria A. Bianchi, Gallarate: 1949, 1961
- Galleria Bergamini, Milano: 1954
- Galleria Pater, Milano: 1963,1964
- Galleria del Cavallino, Venezia: 1966
- Galleria Estense, Ferrara: 1967
- Galleria il Punto, Palermo: 1967
- Galleria il Centro, Jesi: 1967
- Galleria la Matta, Padova: 1968
- Galleria C29, Macerata: 1968
- Galleria la Bussola, Torino: 1968
- Galleria Gian Ferrari, Milano: 1971, 1975
- Galleria Marconi 10, Arona: 1978
- Civica Galleria d’Arte Moderna, Gallarate: 1987
- Gallerie Civiche d’Arte Moderna, Ferrara: 1991
- Galleria Superficie Anomala, Milano: 2002

## Mostre personali postume
- 2015 - Chiesa S'Antonio Abate, Gallarate - "Silvio Zanella. Pura luce. Opere 1954-2003"[5][6]
- 2018 - Diari: Ambiente Zanella, Museo MA*GA; Pittura Natura, Galleria dell'Università Del Melo, Gallarate; Progetti e idee per il sacro, Museo della Basilica, Spazio Restauro, Gallarate; Progetti e idee per i musei, Museo degli Studi Patri, Gallarate; Progetti e idee per la scena, Teatro delle Arti, Gallarate; Progetti e idee per l'abitare, Pro Loco, Gallarate; 1954 - 2003, SEA, Aeroporto Malpensa, Terminal 1.

## Mostre collettive
Dal 1938 ha partecipato ad oltre trecentocinquanta mostre collettive in Italia ed all’estero, conseguendo premi dei quali si citano:
- anni 30 e 40 - Sesto Calende
- anni 50 - Trieste, Pavia, Terni, Gallarate
- anni 60 - Capo d'Orlando, Saronno, Busto Arsizio, Ancona, Auronzo, Ponzone Biellese, Sciacca, Cesena, Morazzone
- anni 70 - Roma, Salemi, Sassoferrato
- anni 80 - Veleso

## Opere nei musei

### Dipinti
- Aliano, Museo d’Arte Contemporanea Carlo Levi
- Ancona, Civica Galleria
- Ascoli Piceno, Galleria d’Arte Moderna
- Bellinzona (Svizzera), Galleria d’Arte Moderna “Villa dei Cedri”
- Bengasi (Libia), Museo Permanente di Arte Grafica Contemporanea Italiana
- Bolgheri, Museo Civico
- Capo d’Orlando, Galleria Comunale
- Ferrara, Gallerie Civiche d’Arte Moderna
- Firenze, Museo Internazionale d’Arte Contemporanea
- Gallarate, Museo MA*GA[7]
- Gallarate, Museo degli Studi Patri
- Kostanievica, Raccolta Gorypova
- Jesi, Civica Galleria d’Arte Moderna
- Laveno Mombello, Civica Raccolta di Terraglia
- Macerata, Pinacoteca Comunale d’Arte Moderna
- Matera, Museo Provinciale
- Pieve di Cento, Museo delle Generazioni italiane del ‘900 – G. Bargellini
- Rieti, Galleria Provinciale d’Arte Contemporanea
- Salemi, Civica Galleria d’Arte Moderna
- San Lazzaro di Savena, Fondazione Cardinal Lazzaro
- Saronno, Raccolta Biblioteca Civica
- Sesto Calende, Museo Cesare da Sesto
- Treppo Ligosullo, fraz. Treppo Carnico, Museo Galleria d’Arte Moderna Enrico De Cillia[8]
- Veleso, Civica Raccolta d’Arte Contemporanea

### Grafica
- Ascoli Piceno, Galleria d’Arte Moderna
- Bagnocavallo, Gabinetto stampe
- Bellinzona (Svizzera), Civica Galleria d’Arte “Villa Cedri”
- Castellanza, Museo Villa Pomini
- Conegliano Veneto, Galleria d’Arte Comunale “Palazzo Sormani”
- Ferrara, Gallerie Civiche d’Arte Moderna
- Gallarate, Museo MAGA
- Gemonio, Museo Civico Floriano Bodini
- Jesi, Galleria Civica d’Arte Moderna
- Lissone, Civica Galleria d’Arte Contemporanea
- Madrid (Spagna), Museo Espagnol de Arte Contemporaneo
- Milano, Raccolta Bertarelli
- Mosca (Russia), Museo Puskin
- New York (U.S.A.), The Museum of Modern Art
- Palermo, Galleria d’Arte Moderna
- Parigi (Francia), Musée d’Art Moderne
- Piacenza, Museo M.I.M. Castello di San Pietro
- Pieve di Cento, Museo delle Generazioni Italiane del ‘900
- Pisa, Gabinetto del disegno e delle stampe dell’università
- Roma, Galleria d’Arte Moderna
- San Marino, Centro Documentazione della Grafica Internazionale
- Sassoferato, Galleria Civica d’Arte Moderna
- Stoccolma, Moderna Museet
- Varese, Musei Civici